# 矮松
矮松（學名：Pinus virginiana），又名北美二針松、維吉尼亞松或紐澤西松，是中型的樹，由紐約南部的長島向南經阿巴拉契亞山脈至西田納西州及阿拉巴馬都可以找到。矮松一般高9-18米，在良好的環境下可以生長得更高。樹幹直徑達半米。矮松喜歡良好排水的土壤，在較為貧瘠及沙質的土壤會生長得較快，但卻較為矮小。它的壽命約有65-90年。樹葉形狀簡單。
矮松的針葉較短，只有4-8厘米長，呈黃綠色，一般都是成對及扭曲的。松果長4-7厘米，會掛在樹上多年，第二年就會放出種子。一些矮松的生長習慣會扭曲樹幹。
矮松適合用來重新造林，並作為野生動物的生活地方。它亦會被用作聖誕樹、木漿及木料。

## 外部連結
- 矮松的資料及分佈 （页面存档备份，存于）
- 矮松的圖片